# グレン・マッカーシー
グレン・ハーバート・マッカーシー（Glenn Herbert McCarthy、1907年12月25日 - 1988年12月26日）はアメリカの石油長者。
メディアは彼を「ダイヤモンド・グレン」「山師の王」と呼んだ。石油の試掘者から始まり、様々な事業の創業者となった。ヒューストンにシャムロック・ホテル（1940年代に全米で最大のホテルだった）を建設して名を轟かせ、小説「ジャイアンツ」（1952年にエドナ・ファーバー執筆、1956年には映画化）に登場するジェット・リンク（映画ではジェームズ・ディーンが演じた）のモデルとなった。

## 幼少期から青年時代
グレンはテキサス州ボーモントで生まれた。スピンドルトップ（ボーモントの南で見つかった油田であり、大量の噴出量を誇り、アメリカのエネルギー源を石炭から石油へと塗り替えた）で石油が見つかってから7年後のことである。父であるウィル・マッカーシーは油田で働いており、グレン自身も8歳の頃から石油採掘労働者たちに飲料水を配るウォーターボーイとして日給50セントで働いていた。石油採掘ブームがテキサス州ヒューストンに移ると、父の転勤に伴い家族でヒューストンへ転居した。
17歳になるとアメリカ海軍に入隊し、高校に通い始める。アメリカンフットボールの特待生として、ルイジアナ州ニューオーリンズにあるテュレーン大学に進学するが足を負傷し、テキサスA&M大学に転校するもののしごきが酷くて退学となる。ライス大学に入り、サウスウェスト・カンファレンス（テキサス州内の主要大学8校で構成されていた大学リーグ）で優勝し、その後ビジネスを始めるために中退する。
ヒューストンで2軒のガソリンスタンドを経営していた23歳の時に、16歳のファウスティン・リー（テキサス州の石油ブームを牽引した石油会社「ヨーント＝リー石油」の役員の娘）と駆け落ちする。グレンのガソリンスタンドに彼女が高級車キャデラックのコンバーチブル（オープンカー）を運転して入ってきたことが縁であった。「彼女と結婚するとき私は1米ドル50セントしか持っていなかった」と後に話している。グレンはその後石油掘削業へ進んだが、同業者である義父の助けは借りなかったとされる。

## 石油
グレンは父や兄弟を誘い、テキサス州ハーディン郡で石油採掘に取り掛かった。最初の試みは失敗したものの、2年後、さらに南に位置するアナワックの近くで石油を掘り当てた。1931年から1942年の間に、38回石油採掘を行った。1941年には4,800エーカー (19 km2）の土地を取得した（後にMLBヒューストン・アストロズなどがホームとして使用するアストロドームが建設された土地であり、今はシャープスタウンと呼ばれている）。1940年代に11の油田を建設し、それまでに持っていたいくつもの油田の規模も拡大させている。

## 名声と悪評
「ダイヤモンド・グレン」は、そのカリスマ性あふれる人柄と無一文から大富豪へと駆け上がった華麗な経歴から、全米メディアの注目の的となった。メディアに愛され、叩かれ、テキサス富豪の伝説的なキャラクターが出来上がる、つまりはチャーミングでラッキーで物おじしない実業家である。
1949年には2,100万米ドルをかけてヒューストンに豪華絢爛なシャムロック・ホテルを建設し、そのオープニングセレモニーとして100万米ドル以上も費やし「ヒューストン最大のパーティー」を開いた。ハリウッドの有名セレブ達が何十人も招かれ、彼らのために友人であるハワード・ヒューズ（億万長者・映画製作者・飛行家・発明家で知られる）からボーイング307を買い取り、ヒューストンの玄関口であるウィリアム・P・ホビー空港に乗りつけさせた。18階建て1,100室のホテルは水上スキーができるほどの巨大なプールも併設しており、各部屋にはテレビもついていた（もっともヒューストンには放送局が1つしかなく見られる番組には限りがあった）。1949年から1953年にかけてはホテル内の「エメラルド・ルーム」（このホテルのテーマカラーは緑で、ロビーには緑のスタインウェイが置かれていた）からラジオ番組「サタデー・アット・ザ・シャムロック」が放送され、これはテキサス州から全米へ放送された唯一のラジオ番組であった。
1949年の時点で400か所以上の油田・ガス田を所有し、資産は2億米ドルと推定、1950年には75万米ドルで豪邸を建設した。友人として、ジョン・ウェイン、ハワード・ヒューズ、ジョン・キャロル、ナタリー・ウッド（グレンが最初にプロデュースした映画「The Green Promise」で子役を演じた）らがいる。
ほとんどの石油の試掘者と同じく、グレンは積極的な投資を行った。所有する事業は成功と失敗を繰り返した。シャムロック・ホテルは生命保険会社に買収され、ヒルトン・ホテルズ・コーポレーション（現ヒルトン・ワールドワイド）に売却された。グレンは事業を再興しようと試み、それに躍起になった。マッカーシー石油ガス会社、ボーモント・ガス、ヒューストン輸出入会社、マッカーシー・インターナショナル・チューブ・カンパニー、ヒューストンのラジオ局KXYZ、2つの銀行、バー、「ワイルドカッター（石油の試掘者）」と名付けたバーボン・ウイスキーのブランド、マッカーシー化学会社、雑誌社、14の新聞社、シェル・ビルディング、映画会社グレン・マッカーシー・プロダクションを所有し、イースタン航空（1920年代後半から1991年まで運航しており、最盛期にはアメリカの4大国内線航空会社の1つだった）の会長職や、アメリカ石油協会の会長職も歴任した。
しかし浪費癖も相当なもので、1952年には5,200万米ドルの負債を抱えていたとされる。1953年には南米ボリビアで新しい油田・ガス田を開発するために新規株を発行したものの、1株2米ドルという小口投資家向けのギャンブルまがいの代物であった。グレンはロス・モノス地区で1日に100バレルもの石油を産出する、ボリビア発の油田を掘り当てることに成功するが、製油所までのパイプラインもしくは鉄道インフラが欠如していたことで販売に繋げられず、150万米ドルという安値でアメリカ系企業グループに売却することになる。

## 晩年
晩年になるとメディアに露出することは無くなり、妻と共にテキサス州ガルベストン近くのラ・ポルテ地区に暮らした。娘4人、息子1人（グレンJr.）を持った。1988年12月26日、81歳の誕生日の翌日にヒューストンで死去した。